# 玉米蚜
玉米蚜（学名：Rhopalosiphum maidis）为常蚜科縊管蚜屬下的一个种。